# Morca-Höhle
Das Morca-Dolinenloch ist die dritttiefste Höhle der Türkei und erreicht eine Tiefe von (mindestens) 1276 m und eine Länge von 5714 m. Sie liegt auf dem Taşeli-Plateau etwa 20 km nordwestlich der Stadt Anamur, in der Provinz Mersin. Die Höhle birgt einen unterirdischen Fluss und hat mindestens 8 Seitengänge, von denen 7 verschiedene Wasserläufe aufweisen. Da sie noch nicht vollständig erforscht ist, wird eine Tiefe von bis zu 1600 Metern für möglich gehalten, womit sie die tiefste der Türkei und eine der zehn tiefsten der Welt wäre.

## Forschungsgeschichte
Die Doline von Morca wurde in den 1990er Jahren von einem Team der türkischen Höhlenforscher-Gesellschaft Aspeg (Anadolu Speleoloji Grubu Derneği) um Ender Usuloğlu durch Hinweis eines Dorfvorstehers entdeckt, aber erst ab 2012 erforscht. Bei der ersten Begehung 2013 erreichte das Team eine Tiefe von 120 Metern und im folgenden Jahr 427 Meter. 2018 wurde eine Tiefe von 919 Metern erreicht und eine Länge von fast 3 Kilometern entdeckt.
Im August 2019 vereinten sich türkische, bulgarische, libanesische und US-amerikanische Teams zu einer einmonatigen Expedition. Die Forscher stießen bis −1210 Meter Tiefe vor und entdeckten mehrere Wasserfälle, einer davon 40 Meter hoch, und einen großen See. Die erreichte Länge lag bei 4068 Meter.
Ali Hakan Eğilmez tauchte im Jahr 2020 in den Siphon, der sich in einer Tiefe von 1259 m im Hauptgang befindet, konnte aber wegen unzureichender Ausrüstung nur etwa zehn Meter tiefer vordringen und nicht das Ende des Siphons erreichen. Das Wasser war klar und etwa 2–3 °C kalt. Er beobachtete eine Menge Flohkrebse und stellte fest, dass mehrere Wasserläufe durch Tauchgänge erforscht werden müssten. Bei Ausmessen eines anderen Seitengangs im selben Jahr wurde die Tiefe von −1276 m erreicht und ein labyrinthartiges Gangsystem entdeckt, das noch weiter erforscht werden muss.
Anfang September 2023 erkrankte der US-amerikanische Höhlenforscher Mark Dickey während einer Begehung mit einem internationalen Team in einer Tiefe von −1120 Metern. Mit Hilfe von fast 200 Experten aus acht Ländern wurde eine Rettungsaktion gestartet, um den Forscher ärztlich zu versorgen und dann zu evakuieren. Am 12. September wurde seine Rettung an die Erdoberfläche gemeldet.

## Geologische Merkmale
Die Morca-Höhle mit einer Gesamttiefe von 1276 m liegt im Orogen-Gürtel im südlichen Teil des Taşeli-Plateaus im zentralen Taurusgebirge, an der Kontaktstelle von Kalksteinen aus dem Miozän und der Jura-Kreide. Sie enthält auch lehmigen Kalkstein und Sedimente. Die Doline, auf etwa 1150 Meter über Meereshöhe, ist 27 m tief und geht dann in den Höhlenschacht über, der weiterhin durch Wasser und Schneeschmelze ausgewaschen wird. In der Tiefe von 80 m, 120 m, 1015 m, 1030 m und 1040 m findet regelmäßiger Wasserzufluss statt. Untersuchungen über einen möglichen Austritt des Wassers haben noch kein Ergebnis gebracht (Stand: 2019).
Die Höhle vertiefte sich im Vadose-Gürtel aufgrund der Erhebung des Taşeli-Plateaus während der späten Pliozän-Quartär-Periode. Morca liegt auf demselben Plateau wie die Dolinen Çukurpınar und EGMA (auch als Peynirlikönü bekannt); letztere ist die tiefste Höhle der Türkei.

## Biologie
Forscher entdeckten im Wasser der Morca-Höhle 2019 eine Art Flohkrebse, die 2022 von den türkischen Zoologen Murat Özbek und Gökhan Aydın als neue Art beschrieben und Gammarus morcae benannt wurde. Die Tiere sind farblos, augenlos und bis zu etwas mehr als 2 cm lang.